# ديونيسوس

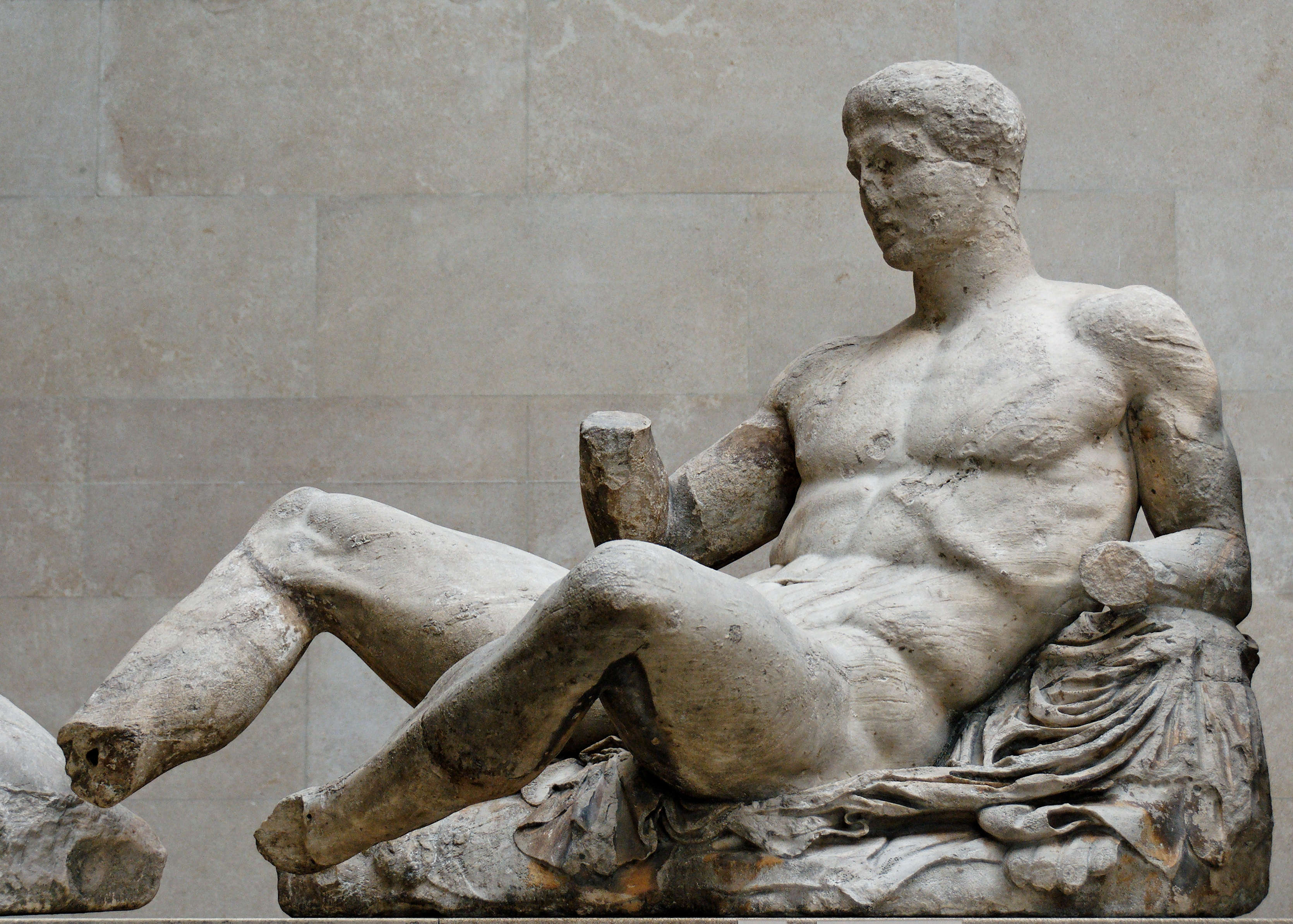
ديونيسوس متكئا، التمثال كان في البارثينيون الشرقي.

ديونيسوس أو باكوس أو باخوس في الميثيولوجيا الإغريقية (وباللغة اليونانية: Διόνυσος or Διώνυσος) هو إله الخمر عند الإغريق القدماء وملهم طقوس الابتهاج والنشوة، ومن أشهر رموز الميثيولوجيا الإغريقية. وتم إلحاقه بالأوليمبيين الاثني عشر. أصوله غير محددة لليونانيين القدماء، إلا أنه يعتقد أنه من أصول آسيوية كما هو حال الآلهة آنذاك. كان يعرف أيضا باسم باكوس أو باخوس.
يأتي ذكر ديونيسوس أو باكخوس ويُلقب بالمُزهر والمُثمر أو حامي الأشجار بوصفه إلهٌ ريفي من أصولٍ آسيوية، ضمن أحدث قائمةٍ لأسماء القوى الإلهية في الحياة الاغريقية، ذُكر ديونيسوس بمعدل 4 مرات في ملحمتي هوميروس هيردلوتوث، وحصل طوال تلك الفترة الزمنية على 10 ألقاب مختلفة، ورافقه في حاشيته 9 من قوى الطبيعة و5 من العابدات، و 5 من الشيوخ على الرغم من ذلك فلا يلاحظ لعبه لأدوار مهمة أو بارزةً فيها كلا الملحمتين.
الربيع هو أحد أفضل فصول السنة بالنسبة لديونيسوس، يحمي مرورًا به وعلى مدار العام كافة المزروعات والخضروات والفواكة، ولهُ الفضل في تعليم الإنسان زراعة الكروم. يمثّل ديونيسوس إلى جانب قوى الخير قوة الخصوبة التي يقوم على أساسها التكاثر البشري، لذا فيمكن تصوّر أسباب تقديس الإغريق له ووضعه في مصاف أكبر القوى الخيّرة؛ إذ حقق لهم ما يمكن تسميته أسس مثلث الأمان: السعادة، الخصوبة، الحرية.

## ولادته ووفاته
في أسطورة ولادته تطلب سيملي من زوجها زيوس أن يظهر لها بهيئته الأصلية كإله الصواعق والبرق، وعندما يفعل ذلك تموت سيملي هلعا من المنظر المخيف وهبطت إلى العالم السفلي وهي حامل بديونيسيوس. يستطيع زيوس إنقاذ الجنين من بطن أمه ولكن قبل اكتمال نموه، ثم يعمد زيوس إلى شق فخذه ويودع الجنين هناك ويخيط الشق عليه. يكمل الجنين ماتبقى له من شهور الحمل، ثم يخرج إلى الحياة في ولادة ثانية بعد أن أمضى قسما من أشهر حمله في رحم أمه وقسما آخر في فخذ أبيه. توفي ديونيسوس بعد أن قامت التيتان بتمزيقه وهو على هيئة ثور، حول نفسه إليه هربا منهم.

## عبادته
كان لإله الخمر طقوس سكر ومتع تقام لأجله في المعبد، وكان لإله الخمر حاشية ويسمون بعفاريت الغابة ولهم أبواق ينفخون فيها. وكان يقام له احتفال في أثينا يدعى ديونيسيا كان عبارة عن احتفالين يقامان سنويا.

## النظائر في المسيحية
قارن العديد من العلماء الروايات التي تحيط بشخصية يسوع مع تلك المرتبطة بديونيسوس. بعض العلماء يقولون بأن تصوير يسوع في إنجيل يوحنا قد تأثر برمزية ديونيسوس. في حين جادل علماء آخرون بأنه من غير المعقول أن المؤلف المسيحي المتدين لإنجيل يوحنا كان سيدمج عمدا الصور الديونيسوسة في روايته، وبدلاً من ذلك يجادلون بأن رمزية النبيذ في إنجيل يوحنا من المرجح أكثر أن تستند إلى العديد من الإشارات إلى النبيذ المذكورة في العهد القديم. ولا تزال مسألة ما إذا كانت إنجيل يوحنا قد تأثرت حقًاً برمزية ديونيسوس موضع خلاف ساخن. 

### الموت والقيامة
يُعرِّف بعض علماء الأساطير المقارنة كل من ديونيسوس ويسوع على أنهما ينتميان إلى نمط «الإله الذي يموت ويعود للحياة». من ناحية أخرى، لوحظ أن تفاصيل وفاة ديونيسوس وعودته تختلف اختلافًا كبيرا من حيث المضمون والرمزية عن يسوع. تحدث القصتان في سياقات تاريخية وجغرافية مختلفة للغاية. أيضا، طريقة الموت مختلفة. في الأسطورة الأكثر شيوعًا، تمزّق ديونيسوس إلى قطع وتم أكله من قبل جبابرة، لكنه «استعاد في النهاية حياته» من القلب الذي بقي.

### المحاكمة
يمكن رؤية توازي آخر في الباكوسيات حيث يظهر ديونيسوس أمام الملك بنثيوس ويتهم بادعاء الألوهية، والذي يُقارن بتصوير العهد الجديد لاستجواب يسوع بواسطة بيلاطس البنطي. ومع ذلك، فإن عددًا من العلماء يعارضون هذا التوازي، حيث أن المواجهة بين ديونيسوس وبنثيوس تنتهي بوفاة بنثيوس، حيث يتم تمزيقه على يد النساء إلى أجزاء، بينما تنتهي محاكمة يسوع بالحكم عليه بالإعدام. وقد أدى التباين بين القصتين، بما في ذلك نهاية كل منهما، إلى اعتبار العديد من العلماء قصة ديونيسوس مختلفة تمامًا عن قصة يسوع، باستثناء موازاة الاعتقال، وهي إحدى التفاصيل التي تظهر في العديد من السير الذاتية أيضًا.

### الطعام والشراب المقدس
تحمل أيضًا بعض العناصر الأخرى، مثل الاحتفال بتناول وجبة طقسية من الخبز والنبيذ، أوجه تشابه. كان هناك طقس ديونيسي متمثل في تناول اللحم النيء وشرب الخمر لاستهلاك الإله. كان يعتقد أن استهلاك اللحوم والنبيذ كان تعبيرا رمزيًا لقيام الجبابرة بأكل لحم ودم ديونيسوس، وأنه من خلال المشاركة في تلك الممارسة، يمكن لأتباع ديونيسوس تحقيق الشراكة مع الإله. يجادل باول، على وجه الخصوص، بأنه يمكن العثور على أصل مفهوم الاستحالة الكاثوليكي في الديانة الديونيسية.

### نظائر أخرى
جادل كيسلر بأن العبادة الديونيسية تطورت لتصبح توحيد صارم بحلول القرن الرابع الميلادي. جنبا إلى جنب مع الميثرائية والطوائف الأخرى، شكلت الديونيسية مثالا «للتوحيد الوثني» في منافسة مباشرة مع المسيحية المبكرة خلال العصور القديمة المتأخرة. وناقش علماء من القرن السادس عشر وما بعده، ولا سيما جيرارد فوسيوس، أوجه التشابه بين سيرتي كل من ديونيسوس/باخوس وموسى. هذه المقارنات تظهر في تفاصيل اللوحات التي رسمها بوسين.
يربط كل من تاسيتس ويوحنا الليدي وكورنيليوس لابيو بين يهوه والإله اليوناني ديونيسوس. استخدم اليهود أنفسهم في كثير من الأحيان الرموز التي ترتبط أيضا مع ديونيسوس مثل كيليكس، أمفورة، أوراق اللبلاب، وعناقيد العنب. في كتابه Quaestiones Convivales، كتب الكاتب اليوناني فلوطرخس أن اليهود يشيدون بإلههم من خلال عبارات "Euoi" و"Sabi"، وهي عبارات مرتبطة بعبادة ديونيسوس. وفقًا لشون م. ماكدونو، ربما يكون الناطقون باللغة اليونانية قد خلطوا بين الكلمات الآرامية مثل السبت وأليلويا -أو ربما حتى بعض الأشكال المختلفة لاسم يهوه نفسه- لمصطلحات مألوفة أكثر مرتبطة بديونيسوس.
جادل جون مولز بأن العبادة الديونيسية أثرت على المسيحية المبكرة، وخصوصًا الطريقة التي عرف بها المسيحيون أنفسهم كديانة «جديدة» تتركز حول إله منقذ. ويجادل مولز تحديدا أن الرواية حول الأصول المسيحية في أعمال الرسل متأثرة تأثرا كبيرا بالباكوسيات. يشير مولز أيضًا إلى أن بولس الرسول ربما يكون قد بنى جزئياً روايته عن العشاء الرباني على الطقوس التي يقوم بها أتباع الطائفة الديونيسية.:96

## علاقته بالدراما المسرحية
ساهمت طقوس تكريم ديونيسوس التي أقيمت في إقليم فوكيس وبويوتيا بلعب دور ملحوظ في ولادة الدراما؛ حيث استقت مسرحية عابدات باكخوس الاحداث من تلك الطقوس، وذلك يعود لكونها أكثر عنفًا وتتبع النمط الآسيوي القديم لعبادة ديونيسوس الذي يتضمن حزنا وجدانيًا جزيلاً وآداءً شتائيًا على رؤوس الجبال على عكس طقوس بقية الأقاليم اللاتينية. يمكن اعتبار المهرجانات الأتيكية الشتوية التي تتضمن موكب الأغنية الفاللية مهدًا للكوميديا إحدى فروع الدراما الثلاث، تأتي التراجيديا بوصفهًا مركزًا ثانويًا للكوميديا ومقر نشأتها هو مهرجانات ديونيسوس الربيعية ضمن أغنية ديثورامبوس التي تؤديها الجوقة، ومن هنا بدأت تتشكل صورة المسرحية بوصفها ثالث فروع الدراما بدءًا من النموذج الإلهي ديونيسوس الذي حظي بأحداث كثيرة في تكوينه الأسطوري، ليصبح الأب للنوع المسرحي من المأساة، وأسس قاعدةً درامية مؤهلة لأن تصبح مسرحًا، كالقوى والعابدات الذين أصبح يقوم بدورهم المؤدون، والطقوس التي تحولت بمرور الوقت إلى عرضًا مسرحيًا تنكريًا.

## وصلات خارجية
- Theoi Project, Dionysos myths from original sources, cult, classical art